# 이반 비노그라도프
이반 마트베예비치 비노그라도프(러시아어: Ива́н Матве́евич Виногра́дов, 영어: Ivan Matveevich Vinogradov, 1891년 9월 14일 ~ 1983년 3월 20일)는 소비에트 연방의 수학자이다. 수론에 업적을 남겼다.